# Axel Fryxell
Axel Fryxell, född 15 juni 1765, död 18 april 1834, var en svensk präst och ekonomisk författare. Han var brorson till Fredrik Fryxell och farbror till Anders Fryxell och Olof Fryxell.
Fryxell förestod som amanuens Uppsala universitets kemiska laboratorium och mineralkabinett 1785-90, och blev 1788 filosofie magister där. Efter att ha blivit utnämnd till gymnasieadjunkt i Karlstad 1792 befordrades han 1795 till lektor i ekonomi, fysik och naturalhistoria, vartill han 1808 hade skyldighet att undervisa i allmän historia. 1824 prästvigdes han i Uppsala, och utnämndes 1830 till kyrkoherde i Sunne församling och 1832 till prost över Fryksdals kontrakt samt promoverades till teologie doktor.
Fryxell sysslade vid sidan av sin lärarverksamhet med en rad praktiska frågor och utgav bland annat som sekreterare i Värmländska hushållningssällskapet deras årsberättelser 1803-27 samt ombesörjde som ledamot i uppfostringskommittén redaktionen av 1820 års Skolordning och kommitténs övriga skrifter. Han tjänstgjorde även som sekreterare i allmänna besvärs- och ekonomiutskottet under riksdagarna 1817 och 1823 samt som sekreterare vid revisionen över rikets elementarläroverk 1824. Fryxell var även ledamot av Lantbruksakademin, Patriotiska sällskapet och av kommittén för granskning av rikets uppfostringsverk med mera.